# La Garçonne (mini-série)
Pour l’article homonyme, voir Garçonne.
La Garçonne est une mini-série télévisée policière française en six épisodes de 52 minutes créée par Dominique Lancelot et diffusée depuis le 31 août 2020 sur France 2. Il ne s’agit pas de l’adaptation du roman homonyme de Victor Margueritte.

## Synopsis
Paris dans les Années folles, Louise Kerlac (Laura Smet) est témoin du meurtre de Berger, un ami. Les tueurs sont des agents de l’État. Elle doit se cacher pour se protéger : elle se rend à la police pour se disculper, et prend l'identité de son frère jumeau…

## Distribution
- Laura Smet : Louise Kerlac
- Grégory Fitoussi : Roman Ketoff
- Tom Hygreck : Antoine Kerlac
- Clément Aubert : Max Weber
- Aurélien Recoing : Pardieu
- Lilly-Fleur Pointeaux : Lydia
- Jérôme Deschamps : Dr Paul
- Noémie Kocher : Mme Vandel
- Aladin Reibel : M. Vandel
- Judi Beecher : Jenny Meyer
- Deborah Grall : Kiki de Montparnasse
- Pierre-Yves Bon : Émile
- Robert Plagnol : Ventura
- Jean-Philippe Ricci : Alberti
- Dan Herzberg : René
- Oscar Copp : Colin
- Emilie Deville : Mathilde
- Camille Dochez : Pauline
- Eddie Chignara : Lambert
- Mathilde Bisson : Gabrielle
- Laurent Richard : Berger
- Cyril de La Morandière : Man Ray
- Olivier Massart : Rybeyrol
- Raphaël Roger Lévy : Jules Pascin
- François-Marie Nivon : Foujita
- Foëd Amara : Modigliani
- Carolina Jurczak : Delphine Paul
- Zina Esepciuc : Céleste
- Clovis Fouin : Serge Vidovic
- Pierre-Loup Rajot : Dr Malkov
- Constantin Balsan : Armand
- Avant Strangel : Sidney Bechet
- Romane Portail : Coco Chanel
- Noémie de Lattre : Marthe
- Jean-Yves Chilot : le préfet
- Zoé Besmond de Senneville : Rose
- Chrystelle Labaude : Emilienne

## Production

### Tournage
Le tournage a lieu à Paris et dans sa région, entre le 15 juillet et le 25 octobre 2019. Plusieurs scènes ont été tournées au bistrot Victoires rue Catinat, mais aussi dans le quartier de Montmartre ou encore à Melun.

### Fiche technique
Sauf indication contraire, les informations mentionnées dans cette section peuvent être confirmées par la base de données cinématographiques Allociné,  présente dans la section « Liens externes ».
- Titre original : La Garçonne
- Création : Dominique Lancelot
- Réalisation : Paolo Barzman
- Scénario : Dominique Lancelot, Alexandra Juilhet et Marie-Anne Le Pezennec, d’après une idée originale de Dominique Lancelot et Harold Valentin[4]
- Musique : Mokadelic
- Décors : Catherine Jarrier-Prieur
- Costumes : Céline Guignard-Rajot
- Photographie : Pierre Jodoin
- Montage : Catherine Schwartz et Kako Kelber
- Production : Aurélien Larger, Dominique Lancelot et Harold Valentin[4]

Production déléguée : Simon Trouilloud
- Sociétés de production : Mother Production et Gedesel ; France Télévisions (coproduction)
- Société de distribution : France 2
- Pays d'origine :  France
- Langue originale : français
- Format : couleur
- Genre : policier
- Durée : 6 × 52 minutes
- Date de diffusion : France : depuis le 31 août 2020 sur France 2

## Épisodes
La première saison de la série comporte six épisodes, dépourvus de titres.

## Accueil

### Audience
| Épisode | Jour de diffusion | Audience moyenne          | Audience moyenne | Audience moyenne                | Audience moyenne | Réf.  |
| Épisode | Jour de diffusion | Nombre de téléspectateurs | PDM              | Nombre de téléspectateurs (J+7) | PDM (J+7)        | Réf.  |
| ------- | ----------------- | ------------------------- | ---------------- | ------------------------------- | ---------------- | ----- |
| 1       | 31 août 2020      | 4 520 000                 | 19,3 %           |                                 |                  | [ 6 ] |
| 2       | 31 août 2020      | 4 150 000                 | 19,8 %           |                                 |                  | [ 6 ] |
| 3       | 7 septembre 2020  | 3 430 000                 | 14,1 %           |                                 |                  | [ 7 ] |
| 4       | 7 septembre 2020  | 3 260 000                 | 14,6 %           |                                 |                  | [ 7 ] |
| 5       | 14 septembre 2020 | 3 320 000                 | 14,3 %           |                                 |                  | [ 8 ] |
| 6       | 14 septembre 2020 |                           | 15,8 %           |                                 |                  | [ 8 ] |

### Critiques
Suivant les deux épisodes du 31 août 2020, les téléspectateurs expriment leur déception « par le montage, le scénario et le jeu des acteurs » sur Twitter.
- Thomas Sotinel, « « La Garçonne » : années folles et confusion des genres », sur Le Monde, 31 août 2020.
- Constance Jamet, « La Garçonne : faut-il regarder la série historique de France 2 avec Laura Smet? », sur Le Figaro, 31 août 2020.
- Pierre Langlais, « “La Garçonne” sur France 2 », sur Télérama, 31 août 2020.
- Thomas Desroches, « La Garçonne sur France 2 : que vaut l'ambitieuse série historique portée par Laura Smet ? », sur Allociné, 31 août 2020.